# والنتینو پلارینی
والنتینو پلارینی (ایتالیایی: Valentino Pellarini; ۲۶ اکتبر ۱۹۱۹ – ۱۳ مهٔ ۱۹۹۲) بازیکن بسکتبال اهل ایتالیا بود. وی در بازی‌های المپیک تابستانی ۱۹۴۸ شرکت کرده‌است.